# Pavlînka, Odesa
Pavlînka (în ucraineană Павлинка) este localitatea de reședință a comuna Krasnosilka din raionul Odesa, regiunea Odesa, Ucraina.

## Demografie
Componența lingvistică a localității Pavlînka
     Ucraineană (88,57%)
     Rusă (8,57%)
     Română (1,52%)
     Alte limbi (0,19%)
Conform recensământului din 2001, majoritatea populației localității Pavlînka era vorbitoare de ucraineană (88,57%), existând în minoritate și vorbitori de rusă (8,57%) și română (1,52%).